# Коструб, Евгений Валерьевич
}}
Евгений Валерьевич Коструб (род. 27 августа 1982, Ключи, Алматинская область) — казахстанский футболист, полузащитник, тренер.

## Биография
Начал заниматься футболом во втором классе в спортивной школе села Панфилово. Первый тренер — Сергей Николаевич Коростылев, затем — Александр Фёдорович Голяткин. После окончания 9-го класса благодаря директору спортшколы Константину Муратиди оказался в интернате в Алма-Ате, в школе олимпийского резерва.
В 1999—2000 годах был в дубле ЦСКА-«Кайрата». Бо́льшую часть карьеры провёл в клубах высшей лиги Казахстана «Кайрат» Алма-Ата (2001, 2011) «Восток-Алтын» Усть-Каменогорск (2002), «Актобе-Ленто» (2003—2004), «Жетысу» Талды-Курган (2005—2006), «Алма-Ата» (2007—2008, 2014), «Атырау» (2009—2010), «Акжайык» Уральск (2012—2013), «Шахтёр» Караганда (2015).
В первой лиге играл за «Актобе-Жас» (2003), «Алтай» (2016), во второй — за КГКП СКИВС «Алтай» (2017).
Обладатель Кубка Казахстана 2009. В 2010 году отыграл полностью два матча квалификации Лиги Европы против венгерского «Дьёра».
В 2020—2021 годах — тренер клуба «Кайрат-Жастар», с сезона 2021/22 — главный тренер российского клуба «Кайрат» Москва. С января 2022 — тренер в алматинском «Кайрате».